# CP 2550 sorozat

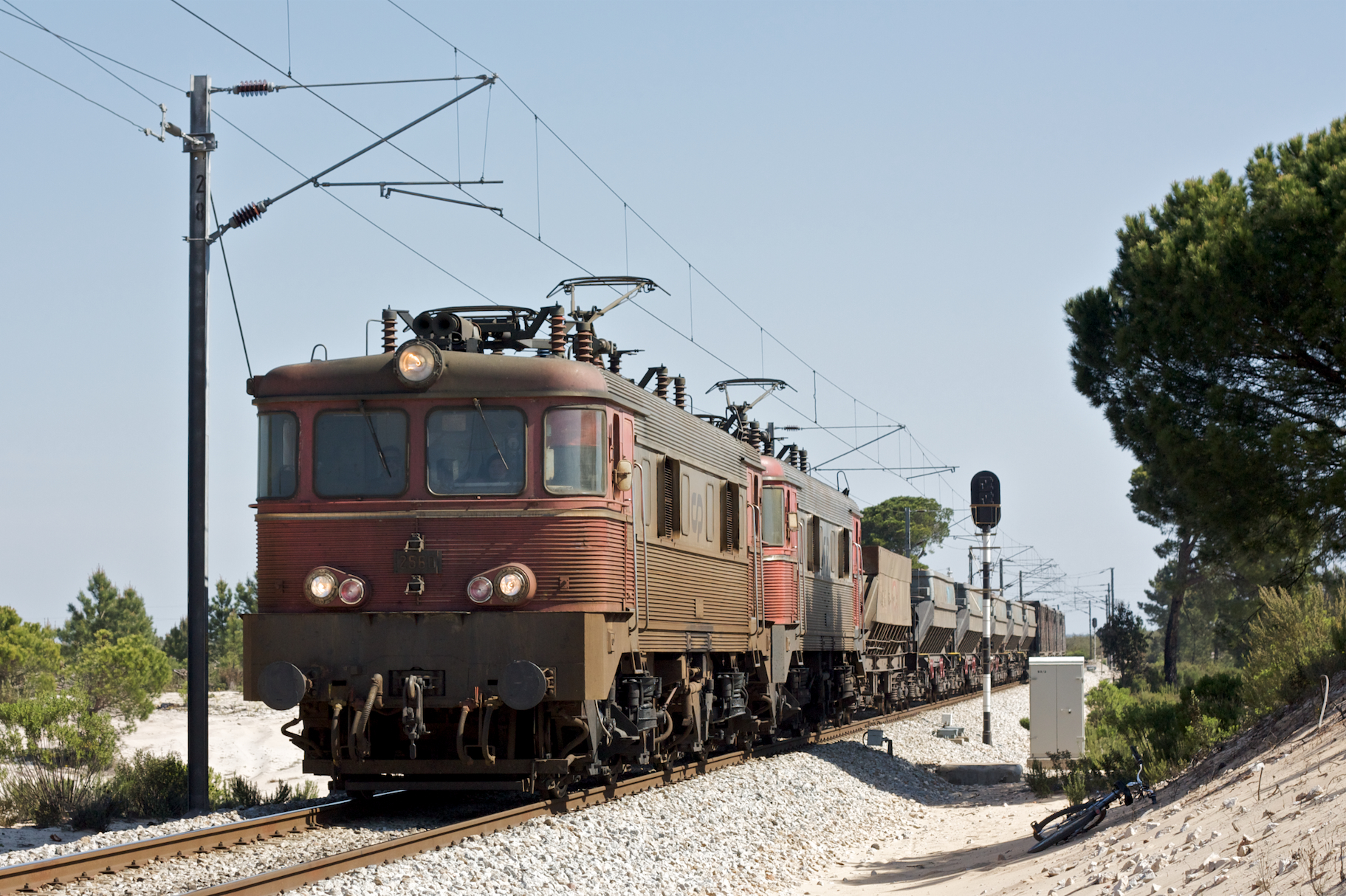
Egy mozdony 2009 tavaszán egy tehervonat élén

Az CP 2550 sorozat egy portugál Bo'Bo' tengelyelrendezés, 25 kV 50 Hz AC áramrendszerű  villamosmozdony-sorozat. A mozdonyt a Groupement d'Étude d'Électrification Monophasé 50Hz, a Henschel, az Alstom és a Sorefame gyártotta a CP részére. 1963 és 1964 között összesen 20 db állt forgalomba. A mozdonyok a CP 2500 sorozattól abban különböznek, hogy a mozdonyszekrényük rozsdamentes acélból készült. A sorozatot 2012-ben félreállították, helyüket a CP 4700 sorozat vette át.